# 勒内·普雷瓦尔
勒内·加西亚·普雷瓦尔（法語：René Garcia Préval，法語發音：[ʁəne ɡaʁsja pʁeval]；1943年1月17日—2017年3月3日），海地的政治家和农学家，曾兩度出任海地总统（1996年－2001年、2006年－2011年）、总理（1991年2月13日至1991年10月11日）。

## 生平
普雷瓦尔曾经在比利时的让布卢学院和鲁汶大学学习商业，在意大利比萨大学研究生物学。
普雷瓦尔的父亲，是一个农业学家，曾经在保罗·马格卢瓦尔总统的政府中担任农业部长。由于与独裁者弗朗索瓦·杜瓦利埃（老杜瓦利埃）发生分歧，普雷瓦尔的父亲被迫离开海地，到非洲的联合国机构工作。
普雷瓦尔在纽约布鲁克林区工作了5年，偶尔作为餐厅服务员。后来返回海地，获得了在国家矿产资源研究所工作的机会，他非常积极地参与农业的工作。几年后，他与一些商业伙伴，在太子港开了一家面包房，经常提供面包给孤儿院，与信奉解放神學的天主教神父让-贝特朗·阿里斯蒂德建立了密切的关系。

## 政治生涯
1986年，让-克洛德·杜瓦利埃（小杜瓦利埃）逃亡法国，杜瓦利埃家族的長達29年的独裁统治被推翻，普雷瓦尔1987年至1991年出任一个专门调查委员会主席，负责调查杜瓦利埃统治时期海地大批人员失踪问题。

### 第一任總統
1990年，普雷瓦尔的好友让-贝特朗·阿里斯蒂德神父当选为总统，成为海地历史上第一位民选总统。阿里斯蒂德就任总统后，于1991年2月13日任命普雷瓦尔为总理。9月30日海地发生军事政变，阿里斯蒂德被迫流亡国外，不久以后，普雷瓦尔也失去了总理职位。
1994年美国对海地实行军事干涉，阿里斯蒂德回国复任总统，1996年2月7日卸任。1996年，普雷瓦尔作为阿里斯蒂德创建的拉瓦拉斯政治组织候选人，获得88％的选票当选为总统，到2001年2月7日卸任的时候，他成为海地200年历史上第二位任满任期的总统。
普雷瓦尔在第一个总统任内制定了若干经济改革措施，包括对国家所有的公司私有化，在农村地区进行土地改革。他与议会主要反对党、阿里斯蒂德领导的拉瓦拉斯政治组织矛盾不断加剧。他坚定支持调查和审判有关侵犯人权的军人和警察。
2000年11月，阿里斯蒂德在总统大选中获胜，2001年2月再次出任海地总统。2004年2月5日海地发生动乱，反对派武装逐步掌握了大部分城市的控制权。2月29日，阿里斯蒂德宣布辞去总统职务，随后乘飞机离开海地开始流亡生涯。之后最高法院大法官博尼费斯·亚历山大根据宪法成为临时总统。联合国向海地派出维和部队，维持秩序。

### 第二任總統
2006年2月7日，海地选举总统和议会举行，33名候选人竞选总统。经过计票的争议，2月16日，临时选举委员会主席宣布，普雷瓦尔作为希望党总统候选人，获得51.15％的选票，再次当选为总统。普雷瓦尔就任总统后，任命雅克·爱德华·亚历克西（Jacques-Édouard Alexis）为总理。
普雷瓦尔的支持者是海地最贫穷的人，但是许多穷人要求允许前总统阿里斯蒂德回国。普雷瓦尔承诺建立一个大规模的道路系统，这将推动全国的贸易和运输业发展。
2008年4月，由于食品涨价，海地发生骚乱，随后联合国维和部队控制了局势。普雷瓦尔宣布采取一系列措施把国内大米价格调低15%左右，以应对国内日益严重的粮食价格问题以及持续数日的骚乱。4月12日，海地参议院投票表决免去雅克·爱德华·亚历克西的总理职务。普雷瓦尔任命女经济学家米歇尔·皮埃尔－路易斯（Michèle Pierre-Louis），并且获得众议院和参议院批准，于9月5日就职。
2010年1月12日，當地時間下午五時發生芮氏地震規模7.3級大地震，造成316,000人死亡，300,000受傷、130萬人流離失所 ，連普雷瓦尔辦公的總統府亦遭到波及。由於地震导致海地移动通讯服务极其不稳定，海地总统普雷瓦尔及海地政府官员们只能使用卫星电话进行救援工作的组织协调。1月17日，海地政府宣布把同月19日為全國哀悼日，所有政府建築物均下半旗致哀。

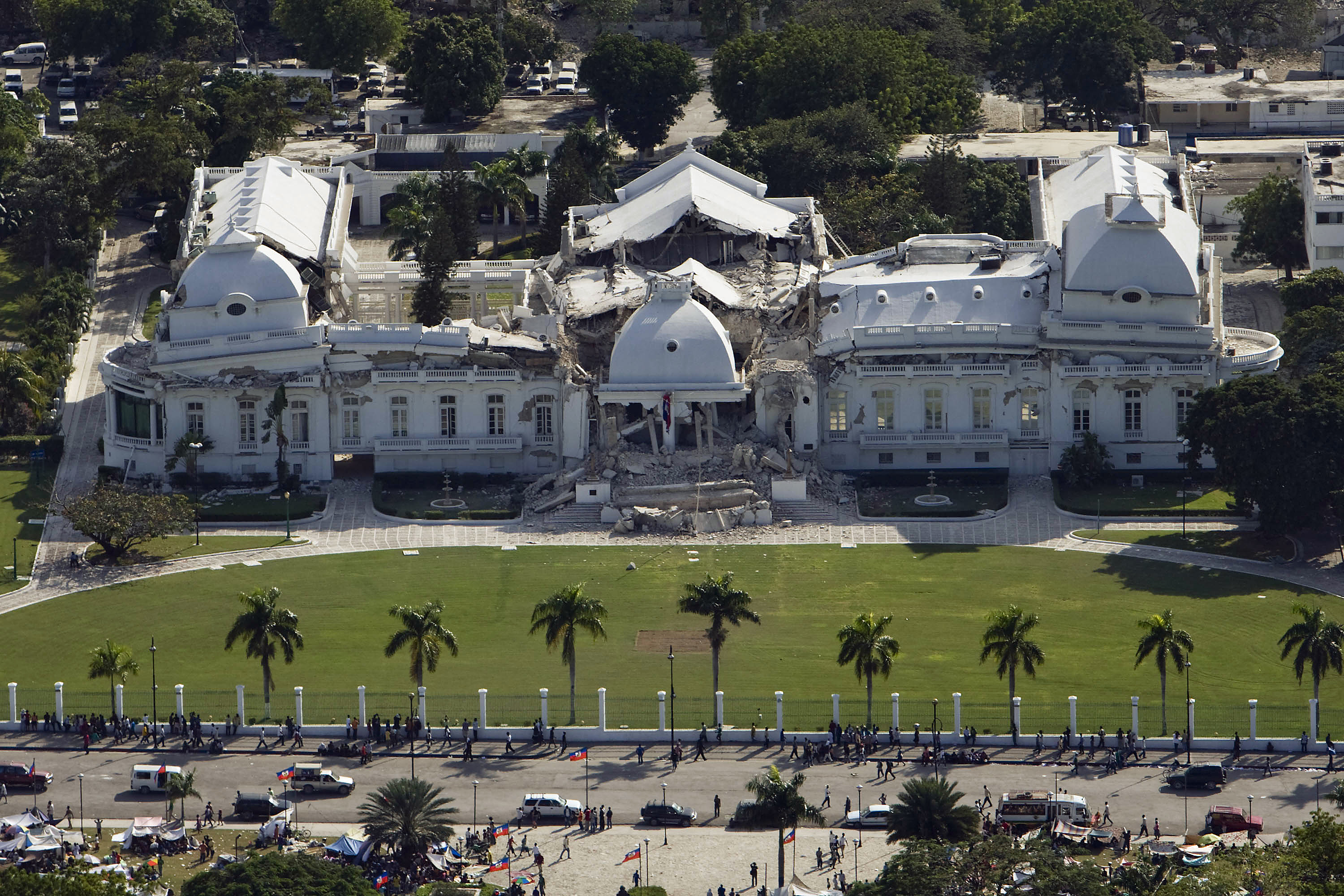
地震後的國家宮（2010年1月13日）

### 晚年
普雷瓦尔於2011年5月14日卸任，並回歸老家马梅拉德，從事合夥農業、教育中心和果汁工廠企業。2017年2月7日，若弗内爾·摩依士就職典禮為他最後一次在公眾場所露面，並於3月3日因心臟驟停死在家中。